# Tripla giunzione di Bouvet

Il fondale marino nella zona della tripla giunzione di Bouvet.

La tripla giunzione di Bouvet è una tripla giunzione geologica situata nella regione meridionale dell’Oceano Atlantico, nel punto di incontro di tre placche tettoniche, nella fattispecie, la placca sudamericana,  la placca africana e la placca antartica. La giunzione, che prende il nome dall'isola Bouvet, situata a 275 km ad est di essa, è di tipo R-R-R, ovvero origina dall'incontro di tre dorsali oceaniche (in inglese mid-oceanic ridge): la dorsale medio-atlantica, la dorsale indiana sudoccidentale e la dorsale antartico-sudamericana.
Essendo, come detto, di tipo R-R-R, la tripla giunzione di Bouvet è una giunzione stabile.

## Faglie trasformi
Nella zona sono presenti due grandi faglie trasformi: la faglia trasforme di Conrad, che prende il nome dalla nave di ricerca oceanografica americana Robert D. Conrad (T-AGOR-3), e la faglia trasforme di Bouvet, così chiamata dal nome dell'isola di Bouvet, che costituisce il punto più elevato dei bordi di questa faglia.

## Formazione
Circa 10 milioni di anni fa la dorsale medio-atlantica e le due profonde faglie trasformi di Conrad e di Bouvet si incontravano in un unico punto, ossia in una tripla giunzione di tipo R-F-F (Ridge-Fault-Fault). La faglia di Conrad, allungandosi verso ovest, arrivava a connettere un'estremità della dorsale medio-atlantica con la dorsale antartico-sudamericana mentre la faglia di Bouvet, allungadosi verso est, la connetteva con la dorsale indiana sudoccidentale.
Oggi la faglia di Conrad e quella di Bouvet non sono più connesse l'una all'altra. A nord dell'estremità orientale della prima e a nord all'estremità occidentale della seconda si sono infatti venute a formare due nuove sezioni divergenti rispettivamente della dorsale antartico-sudamericana e della dorsale indiana sudoccidentale. La dorsale medio-atlantica si sta quindi aprendo come una zip e la sua estremità meridionale si sta spostando verso nord alla velocità di 11 mm/anno sotto la spinta dovuta all'allargamento delle due nuove sezioni divergenti sopracitate che stanno appunto facendo forza sulla tripla giunzione, portando ad un suo spostamento verso nord.
I due nuovi segmenti divergenti hanno anche caratteristiche piuttosto insolite:
- Contrariamente a quello che è il modo di alternarsi tra sezione divergente e faglia trasforme comunemente osservato nelle dorsali oceaniche con bassa velocità di allargamento, la nuova sezione della dorsale antartico-sudamericana non è perpendicolare alla faglia trasforme di Conrad,
- La nuova sezione divergente della dorsale indiana sudoccidentale è sovrastata da una formazione montuosa sottomarina, il vulcano Spiess, di recente formazione. Lo Spiess, così chiamato in onore di Fritz Spieß, comandante della spedizione tedesca nell'Atlantico meridionale Meteor del 1926, costituisce il punto più elevato dell'area dopo l'isola Bouvet.[2]